# Jozef Sabovčík
Jozef Sabovčík, född 4 december 1963 i Bratislava, är en före detta slovakisk konståkare.
Han blev olympisk bronsmedaljör i konståkning vid vinterspelen 1984 i Sarajevo.